# باشگاه فوتبال کاروان
باشگاه فوتبال کاروان (ترکی آذربایجانی: Karvan İdman Klubu) یک باشگاه فوتبال در کشور جمهوری آذربایجان و در شهر یولاخ است.